# Качеров (станция метро)
«Качеров» (чеш. Kačerov) — станция пражского метрополитена. Расположена на линии C, между станциями «Розтылы» и «Будейовицка».
Станция является пересадочной на одноименную железнодорожную платформу, от которой следуют пригородные поезда в южную часть Среднечешского края.

## История и происхождение названия
Станция была открыта 9 мая 1974 года, в составе первого пускового участка Пражского метрополитена «Качеров — Флоренц».

## Путевое развитие
За станцией в сторону станции «Розтылы» находится двухпутный оборотный тупик, который переходит в служебную соединительную ветвь в депо «Качеров».

## Архитектура и оформление
Станция колонная, трёхпролётная мелкого заложения.